# Жовтогорлик східний
Жовтогорлик східний (Geothlypis velata) — вид горобцеподібних птахів родини піснярових (Parulidae). Поширений в Південній Америці.

## Поширення
Поширений від південно-східного Перу, східної Болівії та південної частини Амазонії в Бразилії до Аргентини та Уругваю. Середовищем розмноження є болота та інші вологі місця з густою низькою рослинністю.

## Опис
Птах має зеленувато-жовтий верх і яскраво-жовтий низ із переважно чорним дзьобом. Самець має чорну маску і сіру смугу зверху голови, що тягнеться до потилиці та боків шиї. Самка схожа, але без чорної маски та тьмянішого кольору, із змінною кількістю сірого кольору на голові (часто його практично немає), жовтуватими очима та жовтуватою смугою, що тягнеться від дзьоба до очей.

## Спосіб життя
Зазвичай спостерігається парами, і не асоціюється з іншими видами. Харчується комахами, зокрема гусеницями, бабками, кониками та жуками, а також павуками, яких зазвичай ловить у густій рослинності.